# بيوت الاشباح
مصطلح سودانى ظهر مع عهد ثورة الإنقاذ الوطني الحالى في 1989 م، ويقصد به الأماكن أو البيوت السرية التي كان يجرى فيها تعذيب وإرهاب المعارضين لنظام عمر البشير، وحتى قتلهم كما في حالات العديد من الطلاب والأطباء وغيرهم بواسطة جهاز الأمن السوداني.
ويأتي اقتباس كلمة أشباح من أن الذين يقومون بالتعذيب يكونون في الغالب ملثمين ولا يظهرون وجوههم خوفا من تعرف ضحاياهم عليهم، وبالتالى فأن الضحية لا يعرف من عذبه ولا مكان تعذيبه.